# Луїс Стейсі
Луїс Стейсі (англ. Louise Stacey; нар. 10 січня 1972) — колишня австралійська тенісистка.
Найвищу одиночну позицію світового рейтингу — 222 місце досягла 2 грудня 1991, парну — 113 місце — 11 січня 1993 року.
Здобула 4 одиночні та 4 парні титули туру ITF.

## Фінали ITF
| турніри $25,000 |
| турніри $10,000 |

### Одиночний розряд (4–3)
| Результат | Ранг | Дата              | Турнір                   | Покриття | Суперниця             | Рахунок       |
| --------- | ---- | ----------------- | ------------------------ | -------- | --------------------- | ------------- |
| Перемога  | 1.   | 1 листопада 1987  | ITF Голд-Кост, Австралія | Тверде   | Джейн Морро           | 0–6, 7–6, 6–2 |
| Поразка   | 1.   | 4 грудня 1988     | ITF Мельбурн, Австралія  | Тверде   | Луїс Філд             | 6–4, 2–6, 1–6 |
| Поразка   | 2.   | 17 лютого 1991    | ITF Мілдьюра, Австралія  | Трава    | Трейсі Мортон-Роджерс | 3–6, 4–6      |
| Перемога  | 2.   | 4 серпня 1991     | ITF Чатем, США           | Тверде   | С'юзен Джилкріст      | 6–2, 6–4      |
| Перемога  | 3.   | 11 серпня 1991    | ITF Колледж-Парк, США    | Тверде   | Крістін Курт          | 6–0, 6–2      |
| Перемога  | 4.   | 18 листопада 1991 | ITF Нуріоотпа, Австралія | Тверде   | Ніколь Пратт          | 3–6, 6–4, 7–5 |
| Поразка   | 3.   | 12 липня 1992     | ITF Індіанаполіс, США    | Тверде   | С'юзен Слоун          | 4–6, 4–6      |

### Парний розряд (4–4)
| Результат | Ранг | Дата              | Турнір                   | Покриття | Партнерка       | Суперниці                             | Рахунок                |
| --------- | ---- | ----------------- | ------------------------ | -------- | --------------- | ------------------------------------- | ---------------------- |
| Поразка   | 1.   | 19 листопада 1989 | ITF Голд-Кост, Австралія | Тверде   | Джейн Тейлор    | Крістін Кунс Кейт Макдоналд           | 4–6, 2–6               |
| Поразка   | 2.   | 13 травня 1990    | Суонсі, Велика Британія  | Ґрунт    | Кетрін Берклей  | Ніколь Пратт Кіррілі Шарп             | 1–6, 2–6               |
| Поразка   | 3.   | 20 травня 1990    | Борнмут, Велика Британія | Ґрунт    | Кетрін Берклей  | Ніколь Пратт Кіррілі Шарп             | 1–6, 2–6               |
| Поразка   | 4.   | 8 липня 1991      | Ерланген, Німеччина      | Ґрунт    | Енджи Каннінгем | Вікторія Мильвидська Мая Живець-Шкуль | 4–6, 4–6               |
| Перемога  | 1.   | 15 липня 1991     | Дармштадт, Німеччина     | Ґрунт    | Енджи Каннінгем | Мартіна Павлік Ліса Сіманн            | 6–1, 6–2               |
| Перемога  | 2.   | 25 листопада 1991 | Мілдьюра, Австралія      | Тверде   | Кетрін Берклей  | Інгелісе Дрігейс Луїс Флемінг         | 6–4, 6–3               |
| Перемога  | 3.   | 16 листопада 1992 | Маунт-Гамбір, Австралія  | Ґрунт    | Кетрін Берклей  | Жанетта Гусарова Ева Мартінцова       | 7–6(7), 6–7(4), 7–6(3) |
| Перемога  | 4.   | 6 грудня 1992     | ITF Мілдьюра, Австралія  | Тверде   | Кетрін Берклей  | Мішелл Джаггерд-Лай Елізабет Смайлі   | 6–3, 6–4               |